# Шуїця
Шуїця (словен. Šujica) — поселення в общині Доброва-Полхов Градець, Осреднєсловенський регіон, Словенія. 
Висота над рівнем моря: 310,7 м.